# 達身寺

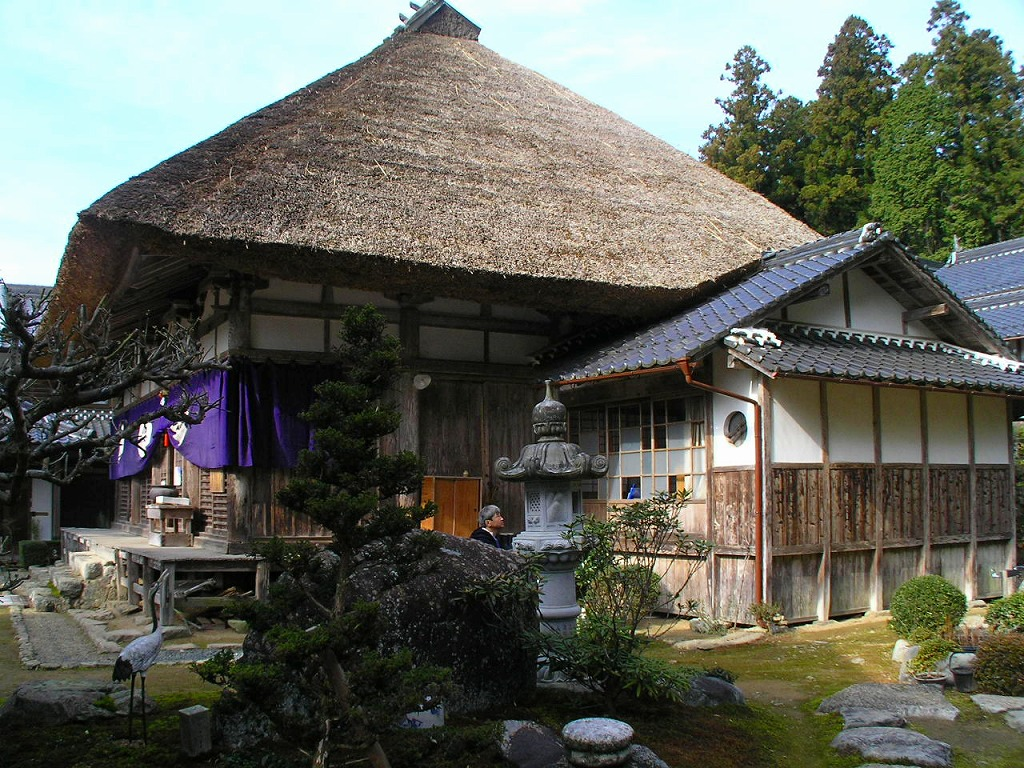
達身寺本堂

達身寺（たっしんじ）は、兵庫県丹波市氷上町清住にある寺院。山号を十九山（じゅうくさん）と称する。本尊は阿弥陀如来、開基は行基と伝える。宗派は曹洞宗に属する。
達身寺は丹波地方有数の古刹であり、「丹波古刹十五ヶ寺霊場」第六番霊場になっているほか、西国薬師四十九霊場第二十五番札所、「氷上郡西国番外霊場」にもなっている。また、宝物殿には平安時代前期から鎌倉時代の仏像が多数納められており、「丹波の正倉院」の別名をもつ。

## 歴史
この寺の草創の正確な事情および中世以前の沿革は定かではない。寺伝によれば開山は行基によるもので、その後は僧兵も抱える大寺院となったが、明智光秀の丹波攻めの際に焼き討ちを受けたとされる。現在の住職である渡辺健臣は、寺のある場所が古い時代には東寺の荘園であったことから、中世には真言宗であったと推測している。また渡辺住職は、寺伝を伝える文書がさほど古くないことから、寺伝に記された内容の信憑性は評価出来ないとも指摘している。
元禄8年（1695年）当地に疫病が流行し、占った結果、仏像を放置した罪が原因だといわれたことから、明智光秀の来襲の際に山に隠したまま放置されていた仏像を村人たちが回収し、その際に山中のお堂を麓に移転させて現在の達身寺の前身としたとされる。正徳2年（1712年）に竹雲提山和尚の発願により師である円通寺（丹波市氷上町御油）25世大奄清鑑和尚を勧請開山とし、曹洞宗として再興された。
十九山の達身堂（たるみどう）を本堂としてこの地に移したため、十九山達身寺と号した。

## 文化財など
阿弥陀如来、薬師如来、十一面観音、兜跋（とばつ）毘沙門天、吉祥天など、80余躯の仏像が宝物殿に納められている。指定文化財としては、国の重要文化財が12躯、兵庫県指定文化財が34躯あり、「丹波の正倉院」と呼ばれる所以となっている。兜跋毘沙門天（地天女の両掌に支えられて立つ形の毘沙門天像）が16躯もあるなど、同種の仏像が多数あること、未完成の仏像があること、腹部がふくらんだ独特の様式の像（達身寺様式と呼ばれる）があることなどが注目される。
達身寺の仏像は木彫仏であって、大半が一木造である。寄木造の像も作られたはずだが、長い間放置されたため、破片化してしまったようである。

### 重要文化財
4件12躯
- 木造阿弥陀如来坐像
- 木造十一面観音坐像
- 木造薬師如来坐像 像内に建久三年十月一日の銘がある（建久3年は1192年）
- 木造仏像（一括指定）9躯
  - 木造薬師如来坐像
  - 木造阿弥陀如来坐像
  - 木造聖観音菩薩立像
  - 木造吉祥天立像
  - 木造十一面観音立像
  - 木造十一面観音立像
  - 木造十一面観音立像
  - 木造地蔵菩薩坐像
  - 木造兜跋毘沙門天立像

## 丹波仏師
達身寺は工房であり、そこには丹波仏師がいて造仏していたのではないかという郷土史家の説がある。すなわち、達身寺は多くの仏師達の養成所だったのではないか、という説である。
丹波仏師がいたことを認めれば、未完成の仏像が多い、同名の仏像が多いなどの謎が解ける。また、東大寺の古文書の中に「丹波仏師快慶」と記されており、彼は「私は丹波仏師である。もしくは丹波の地とつながりの深い仏師である。」と言っている。とすれば鎌倉時代の仏師快慶は、達身寺から出た仏師もしくは、達身寺とつながりの深い仏師であるといえる。達身寺には古文書が乏しいため、明確なことはわからない。

## アクセス・その他の観光地
JR福知山線石生駅または柏原駅下車。タクシーで20 - 25分程度。または、両駅からウイング神姫（旧神姫グリーンバス）の佐治ゆき（両駅とも停車する）に乗車し「成松北町」バス停で下車後、徒歩約1時間（タクシーで10分弱）。
なお、近くにカタクリの群生地があり、4月初旬が見頃である。10月上旬には、近くの休耕田を利用した「コスモス祭り」も開かれる。また、車で5分のところに、「独鈷の滝」がある。

## 注
1. ↑  『芸術新潮』2008年1月号